# 核爆発の効果
核爆発の効果（かくばくはつのこうか）について解説する。

## 概要
大気圏内（対流圏内）で発生した核爆発については、エネルギーは概ね以下の4区分により放出されている。
- 爆風 - 全エネルギーの40-50%
- 熱放射 - 全エネルギーの30-50%
- 電離放射線（初期放射線） - 全エネルギーの5%
- 放射性降下物 - 全エネルギーの5-10%

上記は一般的な核兵器の場合であり、中性子爆弾などによっては、エネルギーの分配が大きく異なる場合がある。水中や地表・地下等で爆発させた場合も、エネルギーの分配が異なり、衝撃波（地震波）を発生させる。
核爆発に際しては、最初に放射線が放出され、ついで熱放射が出される。放射線により発生した火球は数百万度の温度となり膨張し、衝撃波・爆風を発生させる。また火球により上昇気流が発生し、キノコ雲が生成され、放射性降下物を周囲に散布する。

## 直接効果

### 爆風
核反応により発生した放射線により大気中の原子が励起され、温度が上昇、高温・高圧の火球が形成される。この火球は数百万度の温度を持ち、表面に衝撃波を形成しつつ急速に膨張する。火球の膨張が停止する段になっても、衝撃波はより広範囲に爆風となって拡散する。大気圏内核爆発においては最も直接的な被害を引き起こすものである。高高度大気圏（高高度核爆発）や宇宙空間においては、大気分子が少ないために、火球の生成は活発なものとならず、放射線として放出されるエネルギーの割合が高くなる。そのため、高度が高いところの核爆発であるほど爆風の影響は減少する。
爆風の外側への拡散の後には、強風が爆心地に向かって逆に流れるが、これは膨大なエネルギーによって爆発中心部の空気が四方に発散しほぼ真空状態になるためである。
爆風の風速は300m/sを超える場合もあり、それは数秒間持続する。衝撃波も含めて、人工物や人体に対し致命的な打撃を与える。

### 熱放射

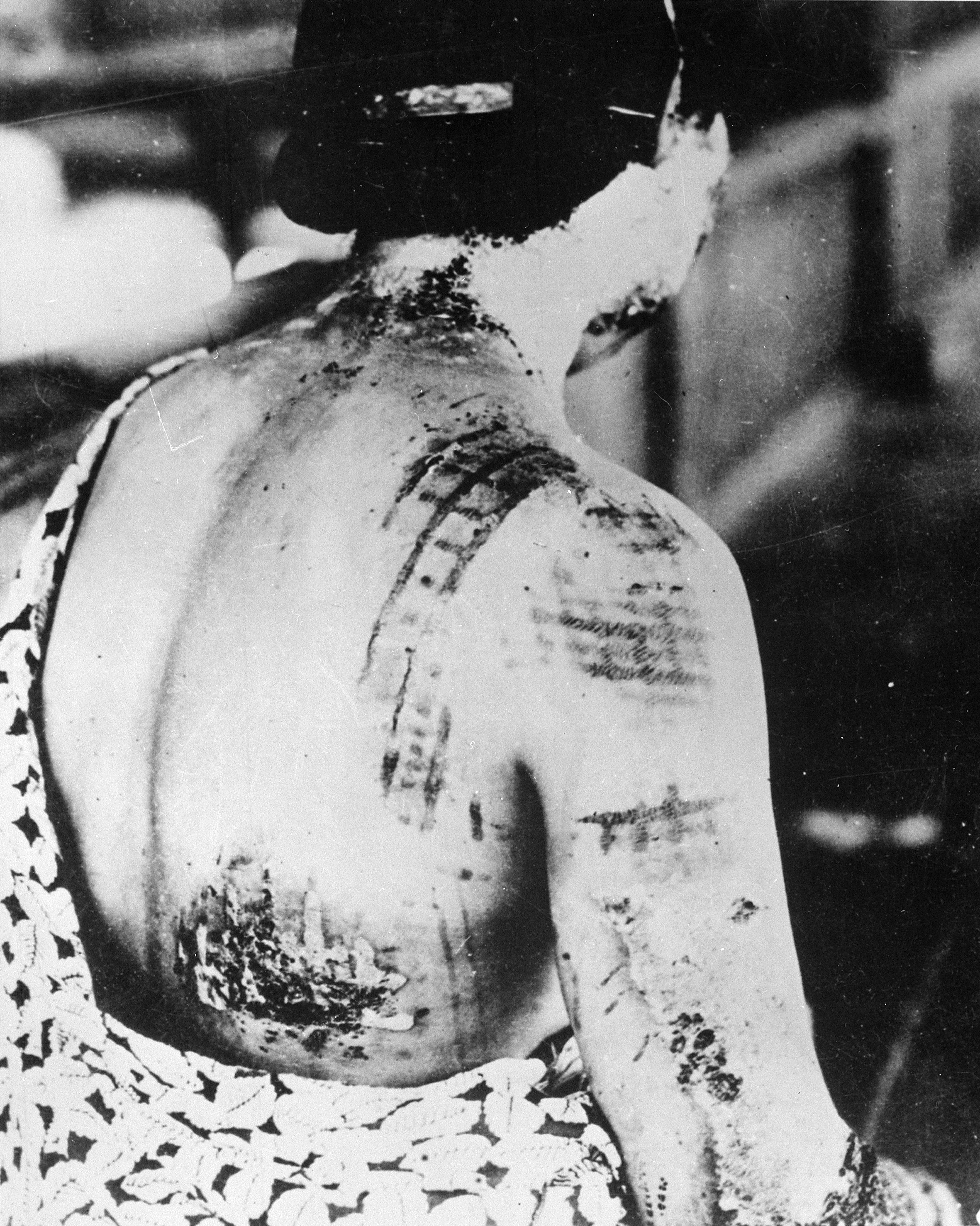
着物の色の濃い所に熱線が集中したため文様が体に焼き付き火傷した女性

核爆発に伴う火球からは紫外線、可視光線、赤外線領域においても多量の電磁波放射を伴う。多量の赤外線は、核出力に連動する光線の持続時間や光線量などにも影響されるが、木や紙等の可燃物を燃焼させるには十分な威力を有する。なお、天候の影響を受けやすく、多湿な環境であれば熱放射は阻害される。広島市への原子爆弾投下においても木造建築物の火災発生が見られた。
核爆発の熱放射に伴う火災は同時多発的であり、集合して大規模火災に成長する危険性がある。大規模火災には風が流入することで高温を発生させる旋風火災と、火災が徐々に燃え広がっていくコンフラグレーション（大火）の二つがある。旋風火災である場合、その高熱と燃焼反応によって多くの人を熱傷・窒息死に至らしめる。コンフラグレーションの場合、比較的避難の時間があるが、核爆発においては熱放射による火傷や放射線・爆風により負傷していることもあり、迅速な移動が困難で被害を拡大させる。
また、人体においては、火傷の発生の他、可視光線による網膜損傷、赤外線による網膜火傷などを負う場合がある。なお、人間は体の30%以上の表皮が熱傷になるとショック状態となり、致命傷となる。また、物体の色による温度吸収に大きな差が発生する。爆撃機においては核爆発の熱放射を避けるために白色塗装が行われていた。また、実戦において核兵器が使用された広島および長崎の被爆者においては、色の濃い部分が熱線を吸収することによって衣服の柄が皮膚に焼きつく例も見られた。

## 間接効果

### 電磁パルス
核爆発によって発生したガンマ線は大気中の分子に作用し、コンプトン効果により自由電子を作り出す。これらは電磁パルスとなり、アンテナ・ケーブルなどを通じて、防護されていない電子機器を使用不能とする。低層大気圏中においては、濃密な大気の影響によりその影響は限定的となるが、高層大気圏中における核爆発においては、ガンマ線がより遠くに届くこともあり、広範囲に影響を与えるものとなる。これにより、情報通信機器への障害が発生すると考えられている。

### 電離放射線
核反応に伴って中性子線、ガンマ線、アルファ線などの電離放射線が放出される。放射線の強度は、爆心地ほど強く、距離が離れるに従い、その強度は急速に減衰する。減衰度は種類によって異なり、ガンマ線は中性子線より減衰度が小さい。そのため、爆心地付近においては放射線中の中性子線の占める割合がガンマ線より高いが、爆心地から離れるに従いガンマ線の割合が高くなり、より遠距離までガンマ線が到達する。
人間は短期間に600レム（6シーベルト）の線量を浴びれば致命的な病気を発生させ、数週間のうちに絶命すると推測されている。450レムであれば被爆者全体の半数が致命的な病気にかかり命を落とすが、半数が生き残り、300レムならば被爆者の10%が死亡し、50レム - 200レムならば眩暈や抵抗力が低下するなどの症状が現れ、50レム以下ならば自覚症状はないが、何らかの損傷を負っている可能性が高い。遺伝的な影響も懸念されるが、放射線影響研究所(RERF)による約12,000人を対象にした調査によると、被爆2世への遺伝的な影響を示す証拠はない。ただし、放射線と生体の影響については科学的な論争が存在する。

### 放射性降下物
電離放射線は放射化生成物をもたらし、キノコ雲や爆風により周囲に放射性降下物を散布する。放射性降下物の生成は、爆発高度により極めて大きく左右される。爆発高度が高い場合、放射性降下物は最小限に抑えられるが、地表もしくは地表近くで爆発し、火球が地表に触れる場合、放射化した土壌が大量に空中に巻き上げられることとなり、大量の放射性降下物を生み出す。
放射性降下物の散布範囲は気象条件にも大きく左右され、風下となる方向で爆風や熱放射より広範囲に影響を与える。放射性降下物の影響範囲を見積もることは他の効果と比較して一般に非常に難しい。この放射性降下物の影響が最も大きくなる地点は、2つのピークをなすことが多く、爆心地周辺とそれから離れた風下の「ホットスポット」に分離する。爆心地からホットスポットまでの距離はときに非常に大きくなり、データにもよるがビキニ環礁で行われた1954年のブラヴォー水爆実験では風下およそ100マイル（約160キロメートル）のロンゲラップ環礁付近にホットスポットが現れた。
放射性降下物からも二次的な放射線が放出される。物質にもよるが、大半が短命に崩壊する物質であるので、49時間で100分の1、2週間後には1,000分の1にまでその線量は低下すると考えられる。

### 人体に対する相乗効果
人体に対して各効果は相互作用することが考えられる。例えば、核放射線と熱放射の相乗効果を考慮した場合、放射線を大量に浴びた人間の循環系には大きな損害が与えられ、熱傷の回復力が大きく低下することが動物実験で示されている。すなわち、放射線さえ受けなければ回復する熱傷であるにもかかわらず、回復不能で死に至る場合が考えられる。

## その他の効果
地下・地表核爆発の効果の一つとして、大規模なクレーター生成の可能性があげられる。この際、小規模な地震の発生も伴う。生成されるクレーターの規模は爆発威力や爆発深度による。かつてはこれを巨大な発破と見なして核爆弾を土木工事や爆風消火に利用することも研究されていたというが、爆発後長期に亘り残される放射能汚染の問題は解決できず、実用には至らなかった。平和的核爆発も併せて参照のこと。

## 要約表
| 効果                                    | 核出力 / 爆発高度           | 核出力 / 爆発高度           | 核出力 / 爆発高度           | 核出力 / 爆発高度           |                             |
| 効果                                    | 1 kT / 200 m                | 20 kT / 540 m               | 1 MT / 2.0 km               | 20 MT / 5.4 km              |                             |
| 爆風被害（地上被害半径 km）             | 爆風被害（地上被害半径 km） | 爆風被害（地上被害半径 km） | 爆風被害（地上被害半径 km） | 爆風被害（地上被害半径 km） | 爆風被害（地上被害半径 km） |
| --------------------------------------- | --------------------------- | --------------------------- | --------------------------- | --------------------------- | --------------------------- |
| 近代市街地の破壊（圧力 20 PSI）         | 0.2                         | 0.6                         | 2.4                         | 6.4                         |                             |
| ほとんどの民間建築物の破壊（圧力5 PSI） | 0.6                         | 1.7                         | 6.2                         | 17                          |                             |
| 平均的な民間建築物への被害（圧力1 PSI） | 1.7                         | 4.7                         | 17                          | 47                          |                             |
| 熱線被害（地上被害半径 km）             |                             |                             |                             |                             |                             |
| 火災                                    | 0.5                         | 2.0                         | 10                          | 30                          |                             |
| III度熱傷                               | 0.6                         | 2.5                         | 12                          | 38                          |                             |
| II度熱傷                                | 0.8                         | 3.2                         | 15                          | 44                          |                             |
| I度熱傷                                 | 1.1                         | 4.2                         | 19                          | 53                          |                             |
| 放射線被害1（影響範囲 /km）             |                             |                             |                             |                             |                             |
| 致命的な放射線量2                       | 0.8                         | 1.4                         | 2.3                         | 4.7                         |                             |
| 放射線障害の発生2                       | 1.2                         | 1.8                         | 2.9                         | 5.4                         |                             |

1) 地上被害半径ではなく、核爆発の中心からの影響範囲。
2) 致命的なものを10グレイ、障害発生を1グレイとした場合。

## 大気・海洋発火説
核兵器の開発の初期には、核爆発が引き金ねとなって大気中の窒素原子核、および、海洋中の重水素原子核に点火する説が唱えられたことがあった。この可能性は、地球の海洋中または大気中で、一度核爆発を起こせば、重水素原子核同士、あるいは窒素原子核同士の核融合反応が際限なく起こるというものであり、地球上の全てが灰と化してしまうことが憂慮されていた。これは後に、現実の核実験により否定されている。最初の核実験であるトリニティ実験では関係者の間で賭の対象になったという。